# Rhyacophila vaccua
Rhyacophila vaccua är en nattsländeart som beskrevs av Milne 1936. Rhyacophila vaccua ingår i släktet Rhyacophila och familjen rovnattsländor. Inga underarter finns listade i Catalogue of Life.